# 希卡里亚人

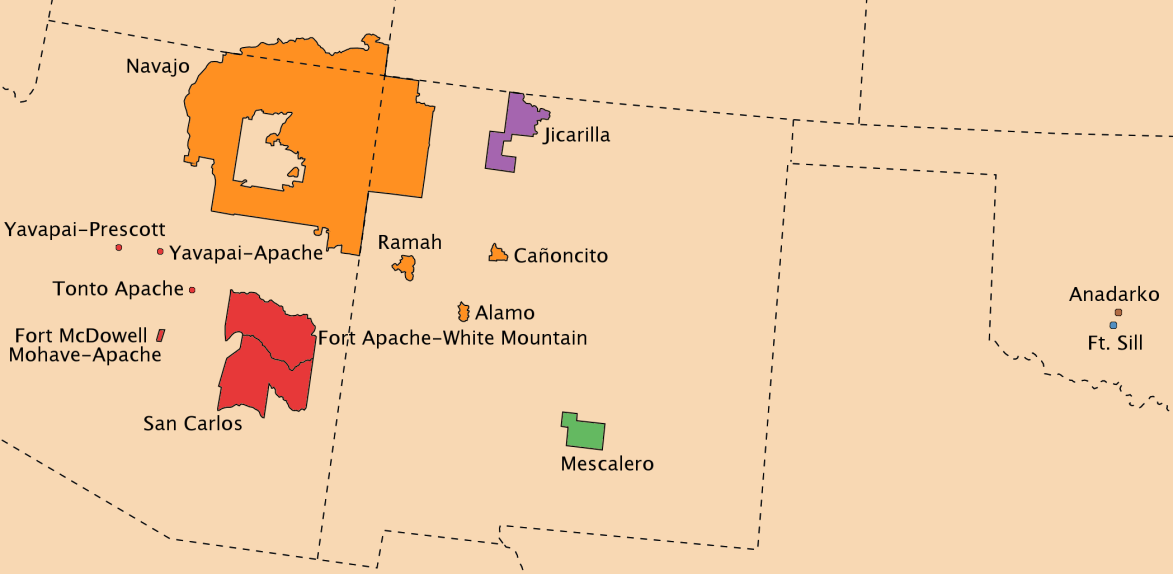
阿帕奇人保留区地图，其中紫色者为希卡里亚人保留区

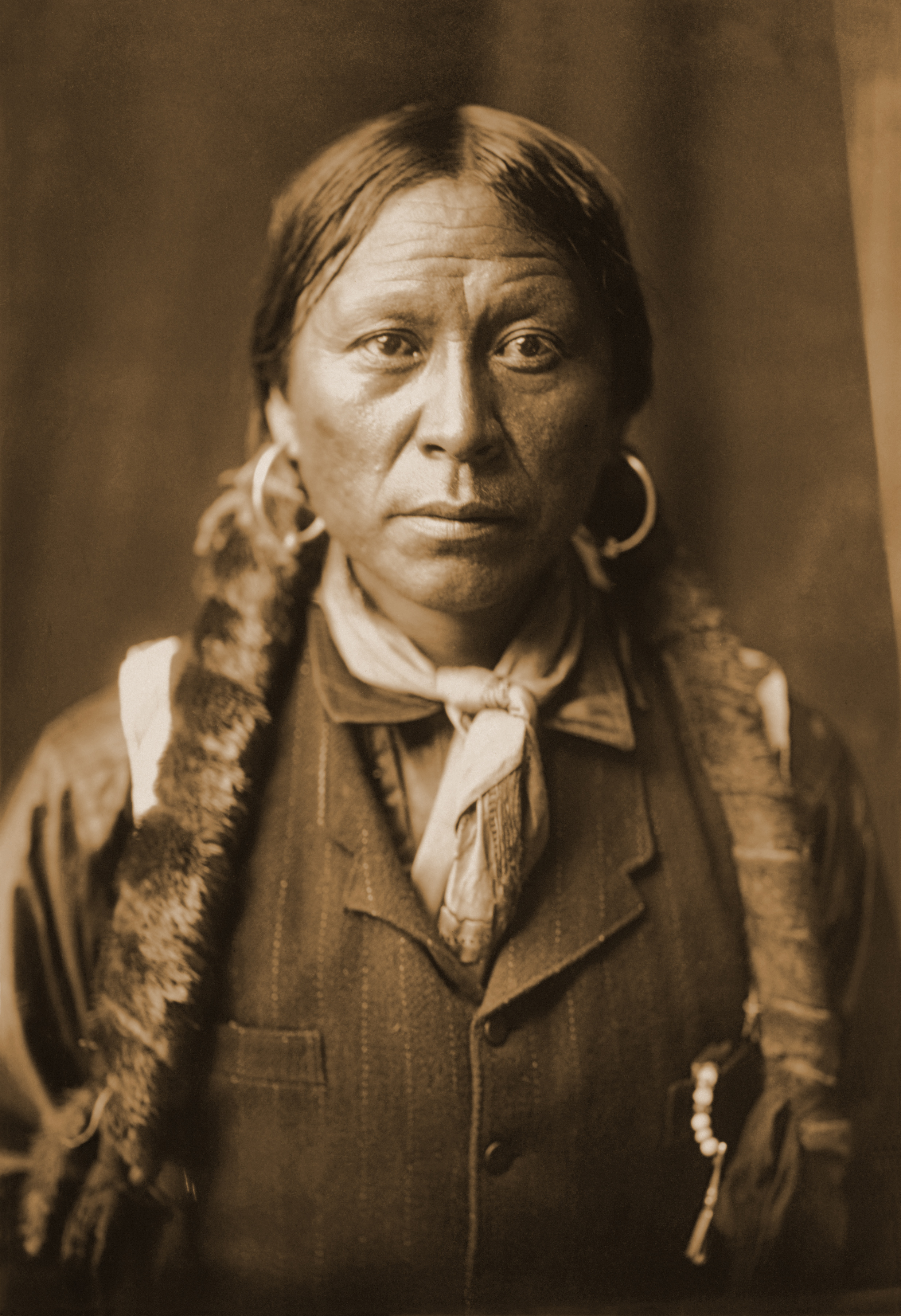
一位希卡里亚人男性，由爱德华·柯蒂斯1904年拍摄

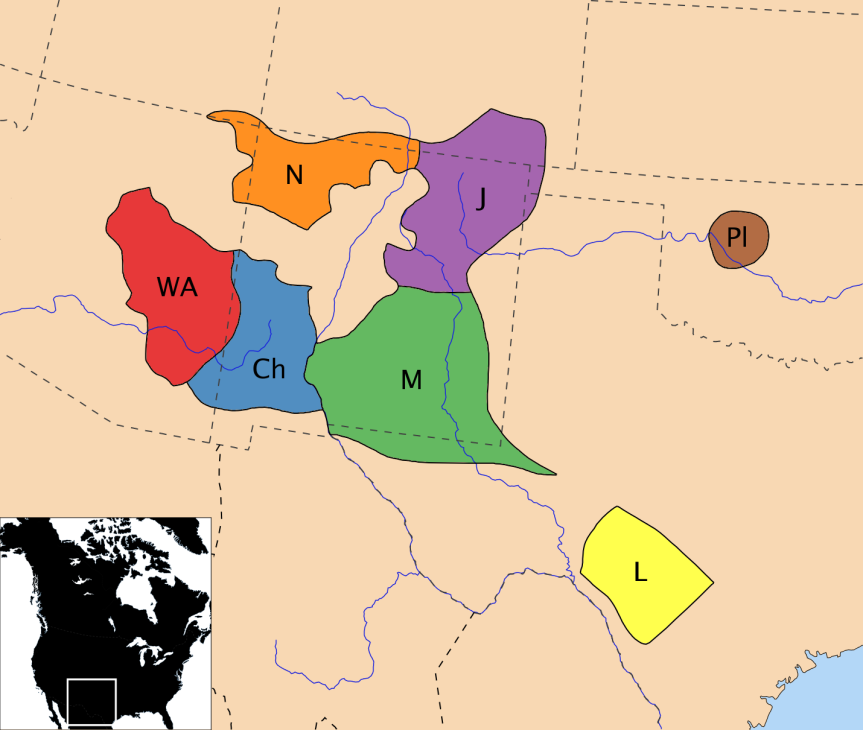
约18世纪左右的阿帕奇诸部落，紫色者为希卡里亚人

希卡里亚人（Jicarilla，西班牙語：[xikaˈɾiʝa]，有时被误译为季卡里拉、希卡利拉、吉卡里拉等），又称希卡里亚阿帕奇人，是东部阿帕奇人的一支，主要居住在美国新墨西哥州北部，操希卡里亚语，为一种南阿萨巴斯卡语支东部语组的语言。由于地理位置，他们的文化曾很大程度上受到平原印第安人的影响，如圆锥帐篷、捕猎野牛等。“希卡里亚”在墨西哥西班牙语中意为“小篮子”，因为他们有一种小的篮型器皿饮器，这个词可能来自那华语xicalli，意为“葫芦、饮器”。
2019年一份统计显示现有3353人居住在新墨西哥州的希卡里亚人保留区。另外新墨西哥州的网站则显示，希卡里亚人目前有2755名部落成员，主要居住在该州的道西镇。2000年统计显示，70%的部落成员信仰有组织的宗教，其中多为基督教。